# Crissier
Ne doit pas être confondu avec Crassier.
Crissier est une commune suisse du canton de Vaud, située dans le district de l'Ouest lausannois.

## Géographie

### Situation
Le territoire de Crissier s'étend sur 5,51 km2. Lors du relevé de 2013-2018, les surfaces d'habitations et d'infrastructures représentaient 49,3 % de sa superficie, les surfaces agricoles 24,2 % et les surfaces boisées 26,5 %.
| Mex      | Sullens  | Cheseaux-sur-Lausanne    |
| Bussigny | Crissier | Lausanne Jouxtens-Mézery |
| Écublens |          | Renens                   |

### Transport
Crissier fait partie du Grand Lausanne et est desservi par les lignes de bus de la région lausannoise 17 18 32 36 54 58.
La ligne 18 effectu son terminus à Timonet, situé au nord de la ville. Et la ligne 36 effectue son terminus au centre commercial Migros.
La gare de Renens située au sud de la ville, dessert la commune.
En 2025, une ligne de bus à haut niveau de service reliera Bré à Lutry corniche.
Le Tramway de Lausanne possèdera également un court tronçon à Crissier.

## Toponymie
Parmi les plus anciennes mentions, on relève : Crisue (1238), Crisu (1250), Cresu (1301), Crisu (1511), Crisuz (1543), Criseu (1622), Criseuz (1667), Crisuz (1751).
Crissier pourrait être formé d'un nom de personne d'origine celtique (on trouve fréquemment la forme latinisée Crixsius ou Crixius) et du suffixe toponymique celtique akos/acum. Ce nom de lieu connaît de nombreux équivalents en France et en Suisse romande. Pour ce qui est de sa signification, les hypothèses émises jusqu'ici semblent peu satisfaisantes et la recherche moderne considère que ce toponyme est d'origine incertaine et que son sens reste obscur.
D'autres toponymes sont apparentés à celui de Crissier, tels de celui des communes portant le nom « Cressier » dans le canton de Neuchâtel et de Fribourg, Cressin-Rochefort, et le quartier genevois Cressy.

## Histoire
Au temps des Romains déjà, Crissier se trouve au croisement de routes importantes. On y a retrouvé, notamment au pied de la falaise de molasse de Montassé, une villa romaine.
Une famille noble de Crissier est attestée depuis le XIIe siècle. Ses descendants possèdent alors des terres non seulement dans ce village, mais aussi  dans les territoires environnants, notamment à Tolochenaz, Étagnières et Boussens. La seigneurie de Crissier passe en 1620, avec celle de Prilly, à Claude de Crousaz. Il y a, à cette époque, trois châtelains à Crissier : un pour le seigneur, un deuxième pour Leurs Excellences de Berne qui exercent la haute juridiction sur les terres de l'ancienne mayorie, enfin un troisième pour la Ville de Lausanne, qui y possède également des biens. En 1689, Jacques-Nicolas de Martines acquiert une propriété sur laquelle va bientôt s'élever le château actuel. En 1732, Leurs Excellences de Berne rachètent la seigneurie de Crissier, tandis que Jean-François de Martines cède le château à Jean-Jacques Curchod. Par alliance, on y trouve par la suite la famille Dapples.
Crissier est anciennement un village paroissial du Cercle de Romanel. II appartient au chapitre de Notre Dame de Lausanne, qui y exerce la moyenne et la basse justice. Crissier comptait 511 habitants en 1850, puis 2068 habitants en 1950.

## Politique
La Municipalité (pouvoir exécutif) de la commune est composée de 5 membres. Depuis les élections de 2021, on y trouve 3 élus du Centre-Droite Crissier (CDC, regroupement des partis de centre-droite et d'indépendants) qui sont Laurent Bovay (syndic), Maxime Stern, et Caroline Albiker Pochon et une membre du Regroupement des Opinions Libres Crissier (ROLC, indépendants) qui est Nathalie Jaton et un membre du Regroupement écologiste et social pour Crissier (RESOC) qui est Alexandre Brélaz.
Le Conseil communal (pouvoir législatif) est composé de 70 membres. Depuis 2021, les groupes politiques représentés sont le CDC, Sauvegardons Crissier, le ROLC et le RESOC.  La distribution des sièges est la suivante : CDC (22), RESOC (20), Sauvegardons Crissier (18) et ROLC (10).
En décembre 2018, le Conseil communal refuse une motion du PS visant à restreindre les horaires d'ouverture des magasins sis sur le territoire de la commune.

## Population et société

### Gentilé et surnoms
Les habitants de la commune se nomment les Crissirois.
Ils sont surnommés les Limaces, Les Taleines, les Nuque-Rogneuses et les Mangeurs-de-Crème.

### Démographie

#### Évolution de la population
La commune compte 9 334 habitants au 31 décembre 2023 pour une densité de population de 1 694 hab/km2. Sur la période 2010-2023, sa population a augmenté de 30,0 % (canton : 18,6 % ; Suisse : 9,4 %).  

#### Pyramide des âges
En 2023, le taux de personnes de moins de 30 ans s'élève à 38 %, au-dessus de la valeur cantonale (34,6 %). Le taux de personnes de plus de 60 ans est quant à lui de 19,7 %, alors qu'il est de 22,5 % au niveau cantonal.
La même année, la commune compte 4 787 hommes pour 4 547 femmes, soit un taux de 51,3 % d'hommes, supérieur à celui du canton (49,1 %).
| Hommes | Classe d’âge | Femmes |
| ------ | ------------ | ------ |
| 0,3    | 90 ans ou +  | 0,9    |
| 4,7    | 75 à 89 ans  | 7,3    |
| 12,3   | 60 à 74 ans  | 13,8   |
| 19,6   | 45 à 59 ans  | 20,3   |
| 23,5   | 30 à 44 ans  | 21,2   |
| 23,9   | 15 à 29 ans  | 21,9   |
| 15,6   | - de 14 ans  | 14,6   |

| Hommes | Classe d’âge | Femmes |
| ------ | ------------ | ------ |
| 0,6    | 90 ans ou +  | 1,4    |
| 6,5    | 75 à 89 ans  | 8,7    |
| 13,5   | 60 à 74 ans  | 14,3   |
| 20,9   | 45 à 59 ans  | 20,9   |
| 22,3   | 30 à 44 ans  | 21,7   |
| 19,6   | 15 à 29 ans  | 17,7   |
| 16,6   | - de 14 ans  | 15,3   |

## Culture et patrimoine

### Patrimoine bâti

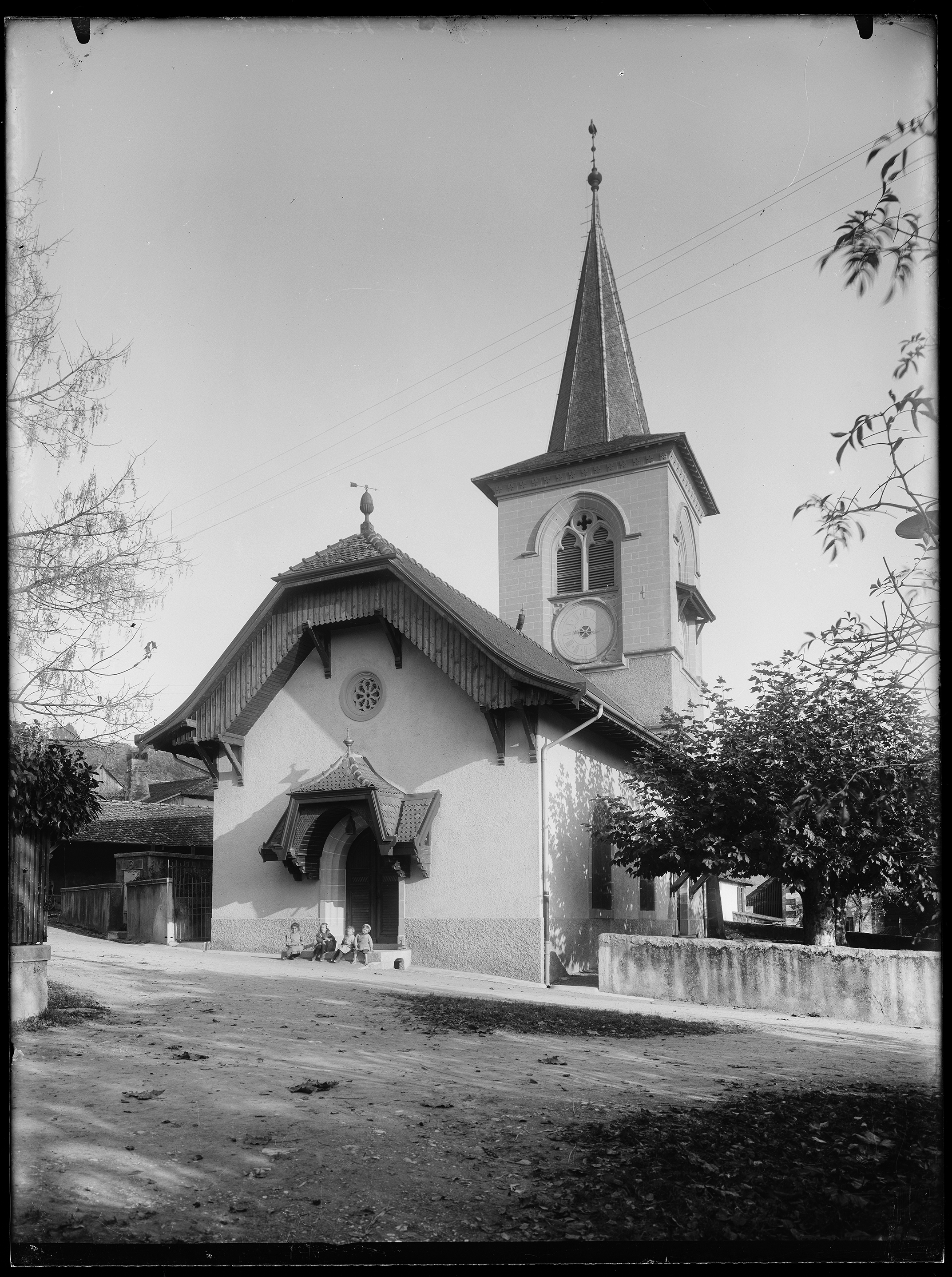
Le temple vers 1900-1910, photo par Albert Naef (CH-ACV AMH-C-1579).

Le temple protestant (ancienne église Saint-Saturnin) (chemin du Casard) a vu sa nef reconstruite sans doute en 1598 et restaurée en 1872-1874. Le chœur gothique comporte une voûte en berceau brisé et des fenêtres du XVe siècle. Clocher néogothique de 1852-1854. La chaire baroque, de 1690, sculptée de figurines provient de l'église de Plan-Conthey en Valais. L'édifice est restauré en 1907 et agrémenté de vitraux aux armes des familles Curchod, Chavannes et Dapples, puis rénové à nouveau en 1967 et alors doté de vitraux de Jean-Pierre Kaiser.
La cure de 1744 est due aux architectes lausannois Jean-Pierre Delagrange et Gabriel Delagrange.
Le château (Chemin du Château 13) est une maison seigneuriale du XVIIe siècle transformée en 1887-1888 en imposante demeure néogothique, sous la direction des architectes Jules-Louis Verrey et Henri Verrey.
L'école (Rue d'Yverdon 13) a été élevée en 1868 par les architectes Jean-Baptiste Bertolini et Achille de La Harpe.

### Distinctions
En 2011, la commune a obtenu, avec d'autres communes de l'ouest lausannois, le prix Wakker relatif à la préservation et à la mise en valeur du patrimoine.

### Gastronomie
Le Restaurant de l’Hôtel de Ville, considéré comme l'un des meilleurs restaurants au monde, se trouve à Crissier. Il a été successivement dirigé par les chefs étoilés Frédy Girardet, Philippe Rochat et Benoît Violier. Depuis 2016 Franck Giovannini est le chef de cuisine de cet établissement.

### Armoiries
Parti d'argent et de gueules à deux mousquets brochant en sautoir. Au Moyen Âge, Crissier dépendait du Chapitre de Lausanne et formait une prébende. Un mayor et un mestral y exerçaient la moyenne et basse justice au nom des chanoines. C'est pourquoi la commune a repris, en 1921, les émaux du Chapitre, en y faisant brocher deux mousquets qui figuraient déjà sur un ancien sceau de la communauté de Crissier.